# Marlon Wayans
Marlon Lamont Wayans (ur. 23 lipca 1972 w Nowym Jorku) – amerykański aktor, scenarzysta, producent i reżyser telewizyjny.

## Życiorys
Urodził się w Nowym Jorku jako syn Elviry Alethiy (z domu Green), pracowniczki socjalnej, i Howella Stoutena Wayansa, menadżera supermarketu. Miał dziewięcioro rodzeństwa: czterech braci – Dwayne’a (ur. 1957), Keenena Ivory’ego (ur. 1958), Damona (ur. 1960) i Shawna (ur. 1971) oraz pięć sióstr – Diedre, Elvirę, Kim (ur. 1961), Nadię i Vonnie. Jego ojciec był Świadkiem Jehowy. Wychowywał się w Fulton Houses na nowojorskim Manhattanie. Ukończył High School of the Performing Arts w Nowym Jorku. W latach 1990–1992 studiował w szkole filmowej na Uniwersytecie Howarda.
W latach 2005–2013 był żonaty z Angelicą Zackery, z którą ma dwoje dzieci: synów – Shawna Howella i Kaia Zackery-Wayansa.

## Filmografia

### Aktor
- 2019: Sześcioraczki jako Alan / Russell / Ethan / Baby Pete / Lynette / Dawn / Jaspar
- 2016: 50 Twarzy Blacka jako Black
- 2013: Dom bardzo nawiedzony jako Malcolm
- 2009: G.I. Joe: Czas Kobry jako Ripcord (Wallace Weems)
- 2009: (Nie) Tylko taniec jako pan Moody
- 2007: Norbit (Buster)
- 2006: Mały jako Calvin
- 2004: Agenci bardzo specjalni jako Marcus Copeland
- 2004: Ladykillers, czyli zabójczy kwintet (The Ladykillers) jako Gawain MacSam
- 2004: Behind the Smile jako Danny Styles
- 2001: Straszny film 2 jako Shorty Meeks
- 2001: The Making of 'Dungeons and Dragons' jako on sam
- 2000: Requiem dla snu jako Tyrone C. Love
- 2000: Straszny film jako Shorty
- 2000: Lochy i smoki (Dungeons & Dragons) jako Snails
- 2000: Mandarynkowy Miś jako Louie Blue (głos)
- 1998: Zakręcony jako Darryl Witherspoon
- 1997: Szósty jako Kenny Tyler
- 1996: Chłopaczki z sąsiedztwa jako Loc Dog
- 1995–1999: The Wayans Bros jako Marlon Williams
- 1994: Nad obręczą jako Bugaloo
- 1992: Więcej Szmalu jako Seymour Stewart, brat Johnny’ego
- 1988: Dorwę Cię Krwiopijco jako Pieszy

### Scenarzysta
- 2009: (Nie) Tylko taniec
- 2006: Mały
- 2004: Agenci bardzo specjalni
- 2001: Straszny film 2
- 2000: Straszny film
- 1996: Chłopaczki z sąsiedztwa
- 1995–1999: The Wayans Bros

### Producent
- 2009: (Nie) Tylko taniec
- 2006: Mały
- 2004: Agenci bardzo specjalni
- 2000: Straszny film